# Ricardo Rodríguez Suárez
Ricardo Rodríguez Suárez (Oviedo, 3 aprile 1974) è un allenatore di calcio e dirigente sportivo spagnolo, tecnico del Kashiwa Reysol.

## Palmarès

### Club
- J2 League: 1

Tokushima Vortis: 2020
- Coppa dell'Imperatore: 1

Urawa Red Diamonds: 2021
- Supercoppa del Giappone: 1

Urawa Red Diamonds: 2022

### Individuale
- Allenatore dell'anno del campionato giapponese: 1

2021